# Norbert Ferré

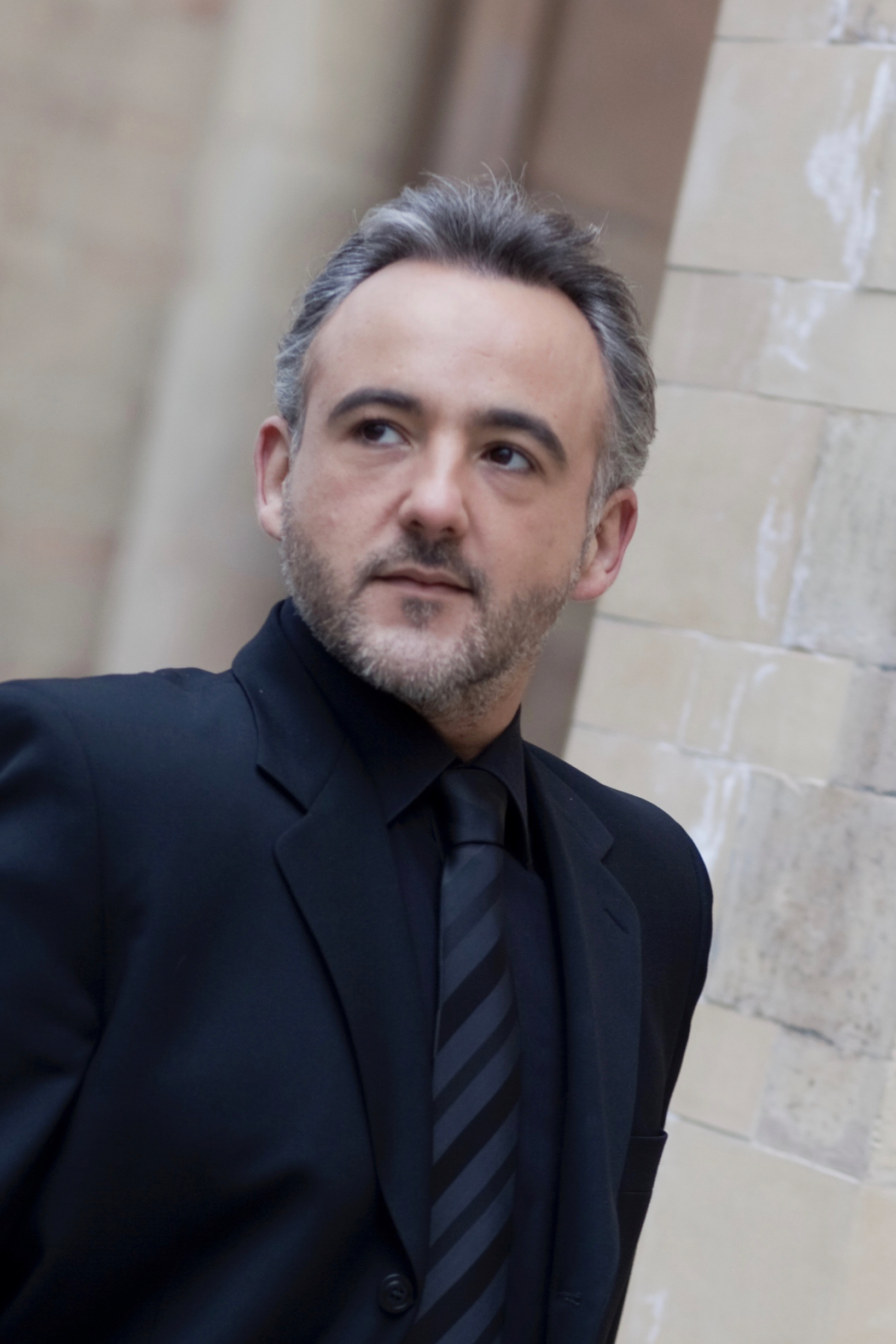
Norbert Ferré

Norbert Ferré (geboren am 23. September 1975 in Marseille) ist ein französischer Zauberkünstler.
Bekannt wurde er für seine humoristische Manipulations-Nummer „One for two, two for one“, die er in neun Sprachen (Französisch, Englisch, Deutsch, Italienisch, Spanisch, Russisch, Japanisch, Koreanisch, Portugiesisch) aufführen kann.
In dem Buch La Magie Pour les Nuls (dt. Zaubern für Dummies) gehört er zu den Zauberkünstlern, die in dem Kapitel „Die zehn größten Zauberkünstler Frankreichs“ genannt werden.

## Biografie

### Erste Schritte
Am 23. September 1975 in Marseille geboren, ist er das jüngste von zwei Kindern in der Familie, Sohn eines kaufmännischen Leiters und einer Krankenschwester. Er studierte Wirtschaft, Soziologie und Psychologie und schloss sein Studium mit einem Master ab. Mit Ausnahme einiger kleiner, vereinzelter Jobs in der Gastronomie steigt er direkt als professioneller Künstler in die Arbeitswelt ein.
Im Alter von elf Jahren besuchte Norbert Ferré 1986 die Show des Zauberkünstlers Christian Preston in La Ciotat: Er verliebte sich auf den ersten Blick in diese Kunst. Seine Leidenschaft wurde dadurch verstärkt, dass er einen traditionellen Zauberkoffer für Kinder geschenkt bekam und alle Zauberbücher las, die er finden konnte. Im Alter von 14 Jahren wurde er in den Zauber-Club von Marseille aufgenommen, der mit der FFAP, der Fédération Française des Artistes Prestidigitateurs (FFAP), assoziiert ist, ein Verein, dessen Präsident er wenige Jahre später wird, von 1998 bis 2001. Er benutzte damals das Pseudonym Maginor, das er 1999 aufgab, um unter seinem richtigen Namen aufzutreten.

### Künstlerischer Hintergrund
Norbert Ferré entschloss sich sehr schnell dafür, sich aus den verschiedenen Bereichen der Fingerfertigkeit auf die Manipulation zu konzentrieren. 1989 begann er mit der Konzipierung einer Schau, die er 1991 beim ersten Zauberwettbewerb Jean Eugène Robert-Houdin von Blois präsentierte (zu diesem Zeitpunkt noch unter dem Künstlernamen Maginor). Er gewann den zweiten Preis, was ihn weiter motiviert. Während dieser Veranstaltung bekommt er Ratschläge von Pierre Brahma, dem einzigen Franzosen, der bis zu diesem Zeitpunkt den Grand Prix der FISM Fédération Internationale des Sociétés Magiques gewinnen konnte (eine Art Olympische Spiele der Zauberkunst, die alle drei Jahre stattfinden). Norbert Ferré feilt weiter an seiner Nummer und präsentiert sie diesmal beim nationalen Wettbewerb der AFAP (ehemaliger Name der FFAP) in Perpignan im Jahr 1999.
Er gewinnt in der Kategorie Manipulation den dritten Preis. Er nahm mit seiner Nummer beim 26. Konvent des Royal Club des Magiciens de Bruxelles in Belgien teil (Zirkel 86 der Internationalen Bruderschaft der Magier, allgemein I.B.M. genannt International Brotherhood of Magicians) und belegte den zweiten Platz in der Kategorie Manipulation. Sechs Monate später gewann er den gleichen Preis beim 22. FISM-Kongress in Lissabon. Nach dem Abschluss seines Studiums entschied er sich für den Beruf eines Illusionisten.
Im September 2000 wurde er der erste französische Künstler, der zum internationalen Kongress für Zauberkunst, organisiert von Tenyo, eingeladen wurde. In dieser Zeit führte er seine Shows auf Festivals und Zauberkunst-Kongressen auf.
Im Juli 2003 gewann er auf dem 23. FISM-Kongress in Den Haag den ersten Preis in der Kategorie Manipulation und gewann den Grand Prix für alle Kategorien, was ihn zum „Weltmeister“ machte
Er nahm an keinen anderen Wettbewerben mehr teil. In Frankreich trat er weiterhin auf vielen Festivals und Zauberkongressen auf und war unter anderem einer der Künstler der Tournee „Die Nacht der Magie“, die in vielen Städten des Landes Station machte. Er wurde auch vom Crazy Horse in Paris engagiert (er wird auch für Tourneen im Ausland ausgewählt, die „Forever Crazy Horse Tour“ in Spanien, in Russland …). Seit dieser zeit ist er auch im Ausland sehr gefragt; er bereist die ganze Welt und tritt beim Le plus grand cabaret du monde sowie auch in Zirkussen auf; Ferré ist außerdem international in Fernsehsendungen zu sehen,

## Preise und Auszeichnungen
Ende Juni 2000 belegte er den zweiten Platz in der Manipulation beim 26. Kongress des Royal Club des Magiciens de Bruxelles  und beim 22. FISM-Kongress in Lissabon.
Im Jahr 2001 erhielt er in Las Vegas den Originalitätspreis beim „World Magic Seminar 2001“ und im Dezember desselben Jahres gewährte der Magic Circle of London ihm die M.I.M.C. (Mitgliedschaft des Inneren Magischen Zirkels mit einem Goldstern), den höchsten Mitgliederrang.
Im Jahr 2002 verlieh die Akademie der Magischen Künste ihm eine Mandrake d’or in Paris.
Auf dem 23. FISM-Kongress in Den Haag wurde er Weltmeister in der Kategorie Manipulation und gewann den Grand Prix für alle Kategorien.
Der FISM Grand Prix war der letzte Wettbewerb, an dem er teilnahm, seitdem ist er auf den berühmtesten Festivals, Kongressen oder Kabaretts auf der ganzen Welt aufgetreten und erhält weiterhin Ehrenpreise, wie die unten genannten.

### Ehrenpreise
Im Oktober 2003 verlieh ihm die FFAP auf dem Kongress von Aix-les-Bains die Goldmedaille „Jean-Eugène Robert-Houdin“.
Am 5. Juli 2005 erhielt er die Medaille der Stadt Marseille.
Andere bedeutsame Auszeichnungen umfassen in den USA den „Excellence Award“ (The Florida State Magician’s Club – Magic on the Beach XIII) und in Spanien erhielt er im Jahr 2014 eine Gedenktafel in der Stadt Tamarit de Llitera (Pro-Tamarit Kollektiv – Encuentro Nacional de Magos Florences Gili).

## Andere Aktivitäten
Norbert Ferré schreibt gelegentlich Artikel für Zauberer-Zeitschriften, wie z. B. für das französische Organ der FFAP und Magische Welt in Deutschland.
Seit dem 19. März 2012 ist er Präsident von MAGEV Hilfsverein, einer gemeinnützigen Wohltätigkeitsorganisation, deren Ziel es ist, Kindern, die ein schweres Leben gehabt haben (Krankheit, Missbrauch etc.), und Erwachsenen mit Behinderungen Shows, Workshops zum Ballonmodellieren etc. anzubieten.
Neben seiner eigenen künstlerischen Karriere hatte Norbert Ferré auch mit internationalen Künstlern wie Otto Wessely, Charlie Mag etc. zu tun.

## Filmografie
- 2001: L’Origine du monde (dt.: Der Ursprung der Welt).